# Белогурова, Лариса Владимировна
Лари́са Влади́мировна Белогу́рова (4 октября 1960, Сталинград — 20 января 2015, Москва) — советская актриса театра и кино, солистка Ленинградского Мюзик-холла, спортсменка (художественная гимнастика).

## Биография
Лариса Белогурова родилась 4 октября 1960 года в Сталинграде. В 1979 году окончила хореографическую студию при Ленинградском Мюзик-холле. В 1985 году окончила ГИТИС. В 1993 году — актёрский и режиссёрский курс Анатолия Васильева при Школе драматического искусства.
Начинала как гимнастка (художественная гимнастика), затем профессионально занималась танцами. Работала солисткой Ленинградского Мюзик-холла, выступала на сцене Фридрихштадтпаласта.
Ещё студенткой ГИТИСа Лариса Белогурова начала сниматься в кино; снималась с 1981 по 1992 год.
Некоторое время работала в Театре имени Моссовета, где была занята в спектакле «Инфанты».
В 1987—1996 гг. служила в театре «Школа драматического искусства», играла главные роли в спектаклях Анатолия Васильева.
Скончалась от рака в Москве 20 января 2015 года, похоронена 22 января в Волгограде на
 Верхнезареченском кладбище.

## Кино
На киноэкране Лариса Белогурова начинала с амплуа романтических героинь. Такой она предстала в образе Ольги в остросюжетной ленте о временах Гражданской войны режиссёра Самвела Гаспарова «Шестой» (1981).
Одной из самых запоминающихся и вмиг сделавших известной Ларису ролей стала роль Стеллы — главной героини в широко известной музыкальной телевизионной комедии Яна Фрида «Вольный ветер» (1983) по одноимённой оперетте Исаака Дунаевского. Лариса впервые на экране продемонстрировала не только выдающуюся актёрскую игру, но и танцевальные навыки.
Далее последовали роль восточной красавицы Амины в фильме-сказке «Приключения маленького Мука», роль очаровательной принцессы Малики, дочери Калифа в сказке «И ещё одна ночь Шахерезады…».
Впервые от романтического образа отошла в картине Эльера Ишмухамедова «Прощай, зелень лета…» (1985), сыграв драматическую роль девушки Ульфат, которой по воле родителей приходится отказаться от любимого и выйти замуж за другого человека. Эта роль, по признанию самой актрисы, стала её первой «осознанной» работой в кино.
Создала сложный, глубокий, драматичный и интересный образ Марии в талантливом необычном фильме Валерия Рубинчика «Отступник» (1987). «Только после работы с ним я поняла, что истинно романтический характер невозможен без трагедии», — отозвалась о своей работе актриса.
Затем последовали Садаф в картине Ермахмада Аралева «Кумир», запоминающийся образ Нины, жены Берии, в трагифарсе Юрия Кары «Пиры Валтасара, или Ночь со Сталиным», актриса Галка в фильме-притче Веры Глаголевой «Сломанный свет» (1990).
В 1986 году вышел фильм «Была не была», где Лариса Белогурова играла одну из главных ролей — роль учительницы литературы Анны Павловны.
Были фильмы «Спокойствие отменяется», «Горы дымят», «Восточный роман». Одним из последних фильмов с участием Ларисы был фильм «Воспоминания о „Коровьем марше“» 1991 года известного режиссёра Юрия Саакова, рассказывающий об истории создания фильма «Весёлые ребята». Лариса не только сыграла главную роль экскурсовода, но и продемонстрировала блестящие танцевальные и хореографические навыки.
Однако полюбилась и запомнилась навсегда миллионам зрителей Лариса, кроме фильма «Вольный ветер», по двум ярчайшим ролям:
Первая — Вивиан в музыкальной фантазии-буфф «Остров погибших кораблей» (1987) Евгения Гинзбурга и Рауфа Мамедова. В этой картине актриса продемонстрировала изумительную пластику, технику танца. Счастливым оказалось и партнёрство с Константином Райкиным.
Вторая роль — Настя Смирнова в плутовском детективе Виктора Сергеева «Гений» (1991). Лариса Белогурова предстала в образе любимой девушки главного героя, обаятельного афериста Сергея Ненашева, которого сыграл Александр Абдулов. Героиня Белогуровой — двадцатилетняя девушка, хотя актрисе к тому моменту уже исполнилось тридцать. Эта роль принесла Ларисе большую любовь и популярность у зрителей.
Свою последнюю роль в кино — Мамлакат — Лариса Белогурова сыграла в 1992 году в мелодраме Виктора Титова «Восточный роман». С тех пор актриса не снималась. Она продолжала ещё играть в театре «Школа Драматического искусства» Анатолия Васильева до 1996 года, ездила на гастроли в Боготу. Но в 1996 году ушла из театра.
Начитала текст вышедшей в 2006 году аудиокниги «Записки Игумении Таисии» (воспоминания игумении Таисии Леушинской (Солоповой)).

## Семья
- Цырков, Владимир Александрович (1954—2021) — муж, российский композитор, специалист по фольклорной и духовной музыке[источник не указан 779 дней].

## Фильмография
1. 1981 — Шестой — Ольга, воспитанница Данилевского
2. 1983 — Вольный ветер — Стелла Марис
3. 1983 — Приключения Маленького Мука — принцесса Амина
4. 1983 — Спокойствие отменяется — Радда
5. 1984 — И ещё одна ночь Шехерезады… — принцесса Малика, дочь Халифа
6. 1985 — Законный брак — девушка-милиционер
7. 1985 — Прощай, зелень лета… — Ульфат
8. 1986 — Лицом к лицу — эпизод
9. 1986 — Была не была — Анна Павловна, учительница литературы
10. 1987 — Остров погибших кораблей — Вивиан Кингман / жена Володи
11. 1987 — Отступник — Мария
12. 1988 — Кумир — Садаф
13. 1989 — Пиры Валтасара, или Ночь со Сталиным — Нина Теймуразовна Берия
14. 1989 — Горы дымят — баронеса фон Штейнберг
15. 1990 — Сломанный свет — Галка, актриса
16. 1991 — Воспоминание о «Коровьем марше» — экскурсовод
17. 1991 — Гений — Настя Смирнова
18. 1992 — Восточный роман — Мамлакат

## Участие в фильмах
1. 1990 — Вилла "Валерия" (документальный) — экскурсовод и балерина